# Frkašić
Frkašić (korábban Donji- és Gornji Frkašić) falu Horvátországban, Lika-Zengg megyében. Közigazgatásilag Udbinához tartozik.

## Fekvése
Korenicától légvonalban 10 km-re, közúton 13 km-re délkeletre, községközpontjától légvonalban 18 km-re, közúton 31 km-re északra, a Plješivica-hegység lejtőin fekszik.

## Története
A középkorban a település határában vár állt, amelynek azonban mára nyoma sem maradt. Ivan Tonko Mrnavić aki Beriszló Péter veszprémi püspök, horvát bán életrajzát írta említi, hogy 1520-ban „Arx Farkassi” vára közelében ölték meg őt a törökök. 1696-ban Sebastijan Glavinić zenggi püspök is megemlíti, hogy a Likát és Korbavát Boszniától elválasztó Plješivica hegyen található „castrum Farkasich”. Ismeretes, hogy Beriszló 1520 májusában a betörő török ellen a Bihács mellett korenicai csatában üldözőbe vette a menekülő lovasokat, akiket utolért, de a harcban életét vesztette. A török kiűzése (1689) után pravoszláv vlachokat telepítettek ide, aki később szerbeknek vallották magukat.
A falunak 1857-ben 156, 1910-ben 730 lakosa volt. A trianoni békeszerződés előtt Lika-Korbava vármegye Korenicai járásához tartozott. Ezt követően előbb a Szerb-Horvát-Szlovén Királyság, majd Jugoszlávia része lett. 1991-ben lakosságának 96 százaléka szerb nemzetiségű volt, akik a bjelopoljei parókiához tartoztak. 1995 augusztusában a „Vihar” hadművelet során a horvát erők a település minden házát felgyújtották. Lakossága nagyrészt elmenekült. A falunak 2011-ben 33 lakosa volt.

## Lakosság
| Lakosság változása | Lakosság változása | Lakosság változása | Lakosság változása | Lakosság változása | Lakosság változása | Lakosság változása | Lakosság változása | Lakosság változása | Lakosság változása | Lakosság változása | Lakosság változása | Lakosság változása | Lakosság változása | Lakosság változása | Lakosság változása |
| ------------------ | ------------------ | ------------------ | ------------------ | ------------------ | ------------------ | ------------------ | ------------------ | ------------------ | ------------------ | ------------------ | ------------------ | ------------------ | ------------------ | ------------------ | ------------------ |
| 1857               | 1869               | 1880               | 1890               | 1900               | 1910               | 1921               | 1931               | 1948               | 1953               | 1961               | 1971               | 1981               | 1991               | 2001               | 2011               |
| 156                | 0                  | 0                  | 704                | 794                | 730                | 729                | 557                | 346                | 342                | 318                | 217                | 135                | 111                | 47                 | 33                 |

(1948-ig Gornji Frkašić néven, 1857-ben lakosságának egy részét, 1869-ben és 1880-ban teljes lakosságát Bjelopoljéhoz számították. Az adatok a korábbi Donji Frkašić település adatait is tartalmazzák.)

## Nevezetességei
- Szent Miklós püspök tiszteletére szentelt szerb pravoszláv templomát a második világháborúban lerombolták.
- A falu határában állt Farkasic várának mára nyoma sem maradt.